# Aleksandr Akimovič Sanin
Aleksandr Akimovič Sanin (Mosca, 15 aprile 1869 – Roma, 8 maggio 1956) è stato un regista teatrale russo.

## Biografia
Aleksandr Akimovič Sanin (nome d'arte di Aleksandr Šënberg) nasce a Mosca nel 1869. Laureato in storia e filologia presso l'Università di Mosca, frequenta i circoli teatrali amatoriali. Nel 1887 comincia la sua collaborazione come co-registra di Stanislavskij nei spettacoli messi in scena per la Società dell’Arte e della Letteratura di Mosca. Dal 1898 lavora per il Teatro dell’Arte (MCHaT) in qualità di attore e co-regista. Nel 1899 firma la sua prima regia: Antigone di Sofocle.
Nel 1902 sposa Lidia Mizinova e si trasferisce a Pietroburgo. Fino al 1907 lavora al teatro Aleksandrinskij come regista, attore e insegnante di arte scenica. Dal 1908 inizia la collaborazione con Djagilev, con la messa in scena Boris Godunov con interprete principale Fedor Šaljapin, al Gran Opéra di Parigi nel 1909 prosegue con la rappresentazione di Chovanščina e La fanciulla di Pskov presso Théâtre du Châtelet. 
Nel 1909 esordisce come regista cinematografico con Polikuška, basato su un racconto di Lev Tolstoj, uscito sugli schermi nel 1922.
Alla fine del 1922 emigra definitivamente. Collabora con diversi teatri in Italia, in Europa e anche in America (Metropolitan Opera di New York, Teatro Colòn di Buenos Aires). Nel 1926, su invito di Arturo Toscanini, debutta al Teatro Alla Scala e nel 1929 al Teatro Reale di Roma. Nel 1930 mette in scena di nuovo Boris Godunov nel anfiteatro Arena di Verona, con le scenografie di Pino Casarini. In questa occasione torna molto utile la sua capacità di gestire in modo dinamico le scene di massa, acquisita nei teatri russi del periodo rivoluzionario. Rimasto vedovo nel 1939, si risposa con Laura Benvenuto.
Nel 1942 si stabilisce in Italia e riprende il lavoro al Teatro alla Scala con tre regie: Thais di Jules Massenet, La fiera di Soročinzy di Musorgskij e Il re di Giovacchino Forzano. Nel 1943 firma Carmen, diretta da Antonio Guarnieri con Gianna Pedrazzini, Beniamino Gigli e scene di Michele Cascella. Dal 1943 al 1949 è di nuovo a Roma, dove cura una serie di allestimenti per il Teatro Reale, tra gli altri l'Andrea Chénier (1944). 
Si spegne a Roma nel 1956 ed è sepolto nel cimitero di Testaccio.

## Filmografia (parziale)

### Regista
- Polikuška (1922)